# اسپاتا
اسپاتا (به لاتین: Spata) یک شهرک و شهر در یونان است که در Spata-Artemida Municipality واقع شده‌است.